# مديرية التحرير (مصر)
مديرية التحرير، هي أحد المشروعات الطموحة والعملاقة التي قامت الحكومة المصرية بتنفيذها في فترة الخمسينات من القرن العشرين.

## سبب تنفيذها
وجدت الحكومة المصرية في عهد الرئيس الراحل جمال عبد الناصر أن الكثير من الفلاحين بعد تطبيق قانون الإصلاح الزراعي، لا يملكون أراض زراعية، وأن الوطن في هذه المرحلة يحتاج لمشاريع عملاقة تعمل على الوصول إلى الاكتفاء الذاتي في مجالات عديدة، وبحاجة مصر الماسة إلى الخروج بالرقعة الزراعية من حدود حوض النيل الضيق، إلى الصحراء الواسعة.

## تقسيمها
تنقسم إلى قسمين التحرير الشمالي والتحرير الجنوبي وكل قسم ينقسم إلى مراكز وكل مركز ينقسم إلى قرى. إقليم يقع جنوب محافظة البحيرة في مصر،

## تاريخها
أنشئ في عهد الرئيس الراحل جمال عبد الناصر عام 1962.

## دورها في التنمية الإجتماعية
فكرة هذا المشروع قائمة على جذب القوى العاملة من كل أنحاء مصر وبالتحديد الطبقة الفقيرة حيث قام بزراعة مساحات كبيرة من أشجار البرتقال واليوسفى والليمون والتي كان يتولى إدارتها مهندسين من قبل وزارة الزراعة وكانت تُدرّ دخلا كبيرا للدولة وقام الراحل جمال عبد الناصر بتسليم الفلاحين أراضي زراعية ووفّر لهم مياه الري عن طريق شق ترع في جميع أنحاء المديرية لكي تغذي كل الأراضي الموجودة وتوالت النجاحات حيث ولدت القرى الجديدة التي شكلت منظومة زراعية من أكبر المنظومات الزراعية.

## إنتاجها
ومن أشهر المحاصيل الزراعية الموجودة في مديرية التحرير القمح والأرز والفول السوداني ومن أشهر الفواكه البرتقال واليوسفي والموز والفراولة. وتقع بها شركة بيكو التي تعد من أكبر الشركات الزراعية على مستوى العالم في إنتاج الفاكهة.

## التقسيم الإداري
أهم القرى قرية منشأة عامر"السخنة"و قرية عمر مكرم وقرية عمر شاهين وقرية أم صابر وقرية صلاح الدين وقرية نبيل الوقاد وقرية أحمد عرابي ومحطة مديرية التحرير ومركز بدر وهو المركز الرئيسي وقرى الفتح وتسمى بالحروف مثل ألف وواو وزين ويي وط وح وعبد السلام عارف وقرية السجن وقرى التحدي مثل عين جالوت والنجاح والعزيمة 14 والمعركة وقرية سنفا وقرى المطار مثل الخرطوم وأم درمان وقرية قرية من الجامعة الأمريكية .